# Лебедь Анатолій Олексійович
Анатолій Олексійович Лебедь (1 березня 1946 — ?) — український радянський діяч, новатор сільськогосподарського виробництва, бригадир тракторно-рільничої бригади № 1 радгоспу «Прапор» Слов'яносербського району Луганської області. Депутат Верховної Ради УРСР 8-го скликання.

## Біографія
На 1960—1970-ті роки — бригадир тракторно-рільничої бригади № 1 радгоспу «Прапор» села Кримське Слов'яносербського району Луганської області.
Член ВЛКСМ.
Потім — на пенсії у селі Кримське Слов'яносербського району Луганської області.

## Нагороди
- ордени
- медалі